# Chariton Chalatschew

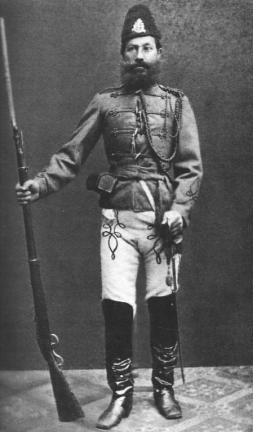
Pop Chariton

Chariton Stantschew Chalatschew (auch Hariton Stanchev Halachev geschrieben, bulgarisch Харитон Станчев Халачев; * 1835 in Gabrowo; † 7. Mai 1876 im Kloster Drjanowo, heute Bulgarien), bekannt als Pop Chariton (bulg. Поп Харитон, dt. Priester Chariton) war ein bulgarischer Priester, Freiheitskämpfer und Revolutionär.
Pop Chariton nahm am Stara-Sagora-Aufstand 1875 teil und emigrierte nach dessen Niederschlagung durch die osmanischen Türken in die Walachei. Anfang 1876 kehrte der Priester mit Hilfe der Inneren Revolutionären Organisation in nach Bulgarien zurück und nahm an den Vorbereitungen für den Ausbruch des bulgarischen Aprilaufstand teil. Er übernahm die Ausbildung der Aufständischen in der Region Gabrowo und befehligte nach dem Ausbruch des Aufstands eine 200 Mann starke Tscheta.
Pop Chariton starb mit dem Großteil seiner Männer bei der Verteidigung des Klosters Drjanowo vor der regulären osmanischen Armee. Das Kloster Drjanowo wurde danach zerstört, der Aufstand blutig niedergeschlagen.
Seit 2014 ist der Hariton Peak nach ihm benannt, ein Berg im Ellsworthland in der Antarktis.